# Орская ТЭЦ-1
Орская ТЭЦ-1 — теплоэлектроцентраль, расположенная в городе Орске Оренбургской области. Входит в состав ПАО «Т Плюс».
Орская ТЭЦ-1 является источником тепловой и электрической энергии для жилого сектора города Орска и его промышленных предприятий.
В состав Орской ТЭЦ-1 в качестве цеха входит Медногорская ТЭЦ.

## История
Орская ТЭЦ-1 – это первенец большой энергетики Оренбургской области. Согласно Постановлению наркомата тяжелой промышленности №557 от 9 августа 1933 года, в Орске было начато строительство крупной теплоцентрали мощностью 68 МВт.
Строительство электростанции началось летом 1934 года. Пуск первого котла типа ЛМЗ-ЦККБ-160/200 и турбоагрегата типа АТ-25-1 был произведен в 9 часов утра 29 октября 1938 года. А 19 ноября 1938 года Орская ТЭЦ дала ток промышленным предприятиям растущего города.
При строительстве ТЭЦ-1 использовалось уникальное, впервые выпущенное именно для орской станции оборудование: например впервые в мире Ленинградским металлическим заводом была создана мощнейшая теплофикационная турбина типа АТ-25-1. Также впервые был построен и трехфазный трехобмоточный трансформатор. Своими характеристиками трансформатор московского производства значительно превосходил импортные однофазные аналоги. Уникален и главный щит управления Орской ТЭЦ-1, расположенный в круглом зале со стеклянной крышей.
В декабре 1940 года были смонтированы и включены в работу котел и турбоагрегат мощностью 25 000 кВт. 
С началом Великой Отечественной войны, электрическая и тепловая нагрузки резко возрастают. Было принято решение о реконструкции. С этого периода на станции почти ежегодно проводятся работы по вводу нового оборудования и модернизации старого.
Станция с 1943 года входила в состав единой энергосистемы края под управлением Орского районного управления энергетического хозяйства "Орскэнерго".
В 1959-1965 годах под идет постройка IV очереди Орской ТЭЦ-1 мощностью 200 МВт.
1961–1962 гг. – введение в эксплуатацию первого котлотурбинного оборудования на параметры пара Р=140 ата, t=570° С (котел № 9, турбина № 9).
1966 г. – завершение строительства IV очереди станции (котел № 12, турбина № 12).
1970 г. – модернизация регулирования турбин с переводом на гидродинамическую систему.
1971–1975 гг. – смонтированы тепловые защиты котлов по полной схеме; модернизированы конвективные пароперегреватели котлов ТГМ-84; установлены трубы Вентури на пылеугольных котлах № 1-8 с доведением степени очистки дымовых газов до 96 %.
1974–1977 гг. – введен в эксплуатацию энергетический котел № 13 типа КВГМ-84Б с дымовой трубой высотой 150 метров и пиковая котельная с двумя водогрейными котлами ПТВМ-180 и дымовой трубой 120 метров.
1974–1977 гг. – дальнейшее расширение станции; ввод в эксплуатацию котла № 13, пиковых водогрейных котлов № 1, 2.
1978 г. – пуск очистных сооружений II очереди.
1979–1984 гг. – ввод в эксплуатацию водогрейных котлов № 3, 4, мазутного хозяйства № 2.
1984 г. – введение в эксплуатацию водогрейных котлов ПТВМ-180 и КВГМ-180. Одновременно с ними идет постройка групповой дымовой трубы высотой 120 метров, к которой эти котлы и подключаются. В этом же году был установлен паровой котел №13 ТГМ-84 паропроизводительностью 420 т/ч.
1992 г. – ввод в эксплуатацию ХВО-3 производительностью 625 т/час.
1993 г. – реконструкция турбины ВПТ-50-130/13 № 9 с заменой на новый тип ПТ-65/75 – 130-13.
1993 г. – замена турбоагрегата ВПТ-50-130/13 на новый типа ПТ-65/75-130/13 (ЛМЗ).
1997 г. – замена турбоагрегата № 10.
1998 г. – строительство газопровода давлением 1,2 МПа ГРС1А-ГРС с переводом станции на полное сжигание природного газа.
1998 г. – реконструкция градирни № 7 с заменой оросителя на полимерный, металлический обшив вытяжной башни.
30 сентября 2002 г. – введение в эксплуатацию нового турбоагрегата ПТ-65/75-130/13 (ЛМЗ).
2012–2013 гг. – замена коллектора поперечной связи 140 ата, которая позволила повысить температуру перегретого пара до 5 600° С;
2012 г. – реализация крупного инвестиционного проекта по замене коллектора поперечной связи.
2015 г. – введение в эксплуатацию РОУ 140/45 ата для обеспечения паром ключевого потребителя – ОНОС;
2015 г. – введение в эксплуатацию первой очереди Орской солнечной электростанции им. А. Влазнева мощностью 25 МВт.
2016 г. – установлены и включены в работу частотные преобразователи на СЭН № 10 и СЭН № 14 для регулировки давления сетевой воды в коллекторах теплосети.
2017 г. – включен в работу новый узел подпитки теплосети: ДПТС № 7, НПТС № 5 и 6 с частотным преобразователем;
2017 г. – произведен капитальный ремонт турбоагрегата ст. № 10 с заменой цилиндра высокого давления и лопаток 30-й ступени.
2017 г. – увеличение мощности Орской солнечной электростанции им. А. Влазнева до 40 МВт за счет введения в эксплуатацию второй и третьей очередей.

## Технико-экономические показатели
Станция работает на смешанном топливе – газе и мазуте. Последнее оборудование, работающее на твердом угле – котел №8 был выведен из эксплуатации 19 марта 1998 года.
Собственного водозабора ОТЭЦ-1 не имеет. Водоснабжение ОТЭЦ-1 осуществляется по двум водоводам технической воды от комбината «Южуралникель» и трем водоводам ОАО «Орскнефтеоргсинтез» из реки Урал. Вода для технологических нужд готовится на химводоочистках №1,2,3. Система технического водоснабжения ТЭЦ - оборотная с градирнями башенного типа. Конденсат, возвращаемый потребителями пара, проходит обработку на конденсатоочистке Орской ТЭЦ-1.

## Модернизация
За последние годы на ТЭЦ произведена замена трех турбоагрегатов на более мощные и совершенные. Выполнен комплекс работ по реконструкции действующего оборудования с целью снижения потерь тепла и достижения устойчивых максимальных мощностей. Все котлоагрегаты оснащены системой автоматизированного розжига котлов АМАКС. Проведена реконструкция очистных сооружений, монтаж трубопровода осветленной воды для вторичного использования.
В 2012 году на Орской ТЭЦ-1 реализуется крупный инвестиционный проект по замене коллектора. Коллектор поперечной связи, трубопровод острого пара с давлением 140 атмосфер и температурой 550°С, был изготовлен в 1982 году Белгородским заводом «Белэнергомаш» из стали 12Х1МФ и введен в эксплуатацию по участкам в 1985-87 годах. На сегодняшний день он практически выработал свой разрешенный парковый ресурс, поэтому мероприятие по его замене было внесено в инвестиционную программу КЭС-холдинга на 2012 год. В этом году специалисты приступили к замене второй секции коллектора, на это будут потрачены более 87 миллионов рублей. А уже на следующий год планируется заменить первую секцию. Всего стоимость работ превысит 200 миллионов рублей.